# A Dark Truth
A Dark Truth (también conocida como The Truth) es una película de suspenso, acción y política, escrita y dirigida por Damian Lee, y producida por Gary Howsam y Bill Marks. Está protagonizada por Andy García, Forest Whitaker, Eva Longoria y Kim Coates. Estrenada en el Festival de Cine de Boston de 2012, y en los cines de Estados Unidos el 4 de enero de 2013.

## Sinopsis
Jack Begosian (García) es un exagente de la CIA, retirado, quien desde entonces trabaja en la radio con un programa propio. Es contactado por Morgan Swinton (Deborah Kara Unger), una empresaria canadiense, millonaria, encargada de una compañía, en conjunto con su hermano, pero en la que ella se encarga de las relaciones públicas de la compañía. Ella se entera de que algo muy malo ha ocurrido en Ecuador, estando involucrada su empresa, que terminó con una masacre de la población. El único que puede contar lo ocurrido, con autoridad, es Francisco Francis (Forest Whitaker), quien se encontraba trabajando allí junto a su esposa Mia (Eva Longoria) y logró escapar de la matanza y esconderse en la selva.
Morgan Swinton quiere que Begosian logre traer con vida a Francis para que este le cuente lo ocurrido, y de ser cierto, testifique en contra de su propia compañía.

## Reparto
| Actor                   | Personaje         |
| ----------------------- | ----------------- |
| Andy García             | Jack Begosian     |
| Forest Whitaker         | Francisco Francis |
| Deborah Kara Unger      | Morgan Swinton    |
| Eva Longoria            | Mia Francis       |
| Kim Coates              | Bruce Swinton     |
| Devon Bostick           | Renaldo           |
| Steven Bauer            | Tony Green        |
| Al Sapienza             | Doug Calder       |
| Kevin Durand            | Tor               |
| Lara Daans              | Karen Begosian    |
| Peter DaCunha           | Jason Begosian    |
| Drew Davis              | Jesus Francis     |
| Claudette Lali          | Madre de Renaldo  |
| Arcadia Kendal          | Brooke Swinton    |
| Jim Calarco             | Robert            |
| Millie Davis            | Saber Francis     |
| Roberto Jaramillo       | Capitán Fortes    |
| Feliné Quezada Figueroa | Pueblerina        |